# Aeroport de la Ciutat de Londres
L'Aeroport de la Ciutat de Londres (codi IATA: LCY, codi OACI: EGLC) (en anglès: London City Airport) és un aeroport que dona servei a Londres i al seu districte financer. Està localitzat a Docklands, a 11 km a l'est de la Ciutat de Londres, dins el districte londinenc de Newham. L'aeroport és utilitzat per aeronaus d'enlairament i aterratge curts o també anomenades STOL i disposa d'una sola pista d'aterratge. L'any 2010, va gestionar 2.780.582 passatgers, i esdevingué el cinquè aeroport més transitat de Londres, després dels aeroports de Heathrow, Gatwick, Stansted i Luton.

## Història
L'aeroport va ser proposat per primera vegada l'any 1981 per London Docklands Development Corporation i el maig de 1985 es va donar permís per començar la construcció de l'aeroport. Un any després, el 2 de maig de 1986, el príncep Carles va posar la primera pedra del que seria l'edifici terminal. El primer avió va aterrar el 31 de maig de 1987 i el 26 d'octubre del mateix any van començar els primers serveis comercials.
Durant el seu primer any de funcionament va rebre 133.000 passatgers i oferia vols a Plymouth, París, Amsterdam i Rotterdam. El 1990, l'aeroport va rebre 230.000 passatgers però les xifres van caure dràsticament després de la Guerra del Golf i no es va recuperar fins a l'any 1993. En aquest moment, es va aprovar l'ampliació de la pista d'aterratge que va ser inaugurada el 5 de març de 1992. L'any 1995, es va vendre l'aeroport a l'empresari irlandès Dermot Desmond. El 5 de desembre de 2005, es va inaugurar una nova estació de tren que donaria servei a l'aeroport anomenada London City Airport DLR station. L'estació de tren va ser oberta en una branca de Docklands Light Railway, donant accés ferroviari a l'aeroport per primer cop. El 30 de novembre de 2006, l'aeroport va ser venut a un consorci format per l'asseguradora American International Group i Global Infraestructure Partners.

## Aerolínies i destinacions
| Aerolínies                                                        | Destinacions |
| ----------------------------------------------------------------- | --- |
| Aer Arann                                                         | Illa de Man |
| Alitalia                                                          | Milà-Linate |
| Blue Islands                                                      | Jersey |
| British Airways                                                   | Múnic (comença el 16 de febrer del 2019), Nova York-JFK |
| British Airways operat per BA CityFlyer                           | Amsterdam, Barcelona, Copenhaguen, Edimburg, Faro, Frankfurt del Main, Glasgow-International, Madrid-Barajas, Màlaga, Niça, Estocolm-Arlanda, Zuric de temporada: Chambéry, Ginebra, Eivissa, Palma |
| British Airways operat per Sun Air of Scandinavia                 | Billund |
| CityJet                                                           | Amsterdam, Anvers, Deauville, Dublín, Dundee, Edimburg, Eindhoven, Florència, Luxemburg, Nantes, París-Orly, Rotterdam de temporada: Avinyó, Brive, Toló, Pau                                       |
| Lufthansa Regional operat per Lufthansa CityLine                  | Frankfurt del Main, Múnic |
| Luxair                                                            | Luxemburg |
| Sky Work Airlines                                                 | Berna |
| Swiss International Air Lines operat per Swiss European Air Lines | Ginebra, Zuric |